# Mitch Moreland
Mitchell Austin Moreland (Amory, Misisipi, 6 de septiembre de 1985), más conocido como Mitch Moreland, es un exjugador profesional estadounidense de béisbol que se desempeñó en la posición de primera base en las Grandes Ligas de Béisbol (MLB). Logró obtener un Guante de Oro.

## Carrera
Moreland jugó como profesional siete temporadas en Texas Rangers (2010-2016), después pasó a Boston Red Sox (2017-2020), luego a San Diego Padres (2020), posteriormente a Oakland Athletics, donde jugó una temporada (2021), y fue el equipo en el que se retiró.

## Premios
Fue galardonado con el Guante de Oro en una oportunidad (2016).